# プリアーポス

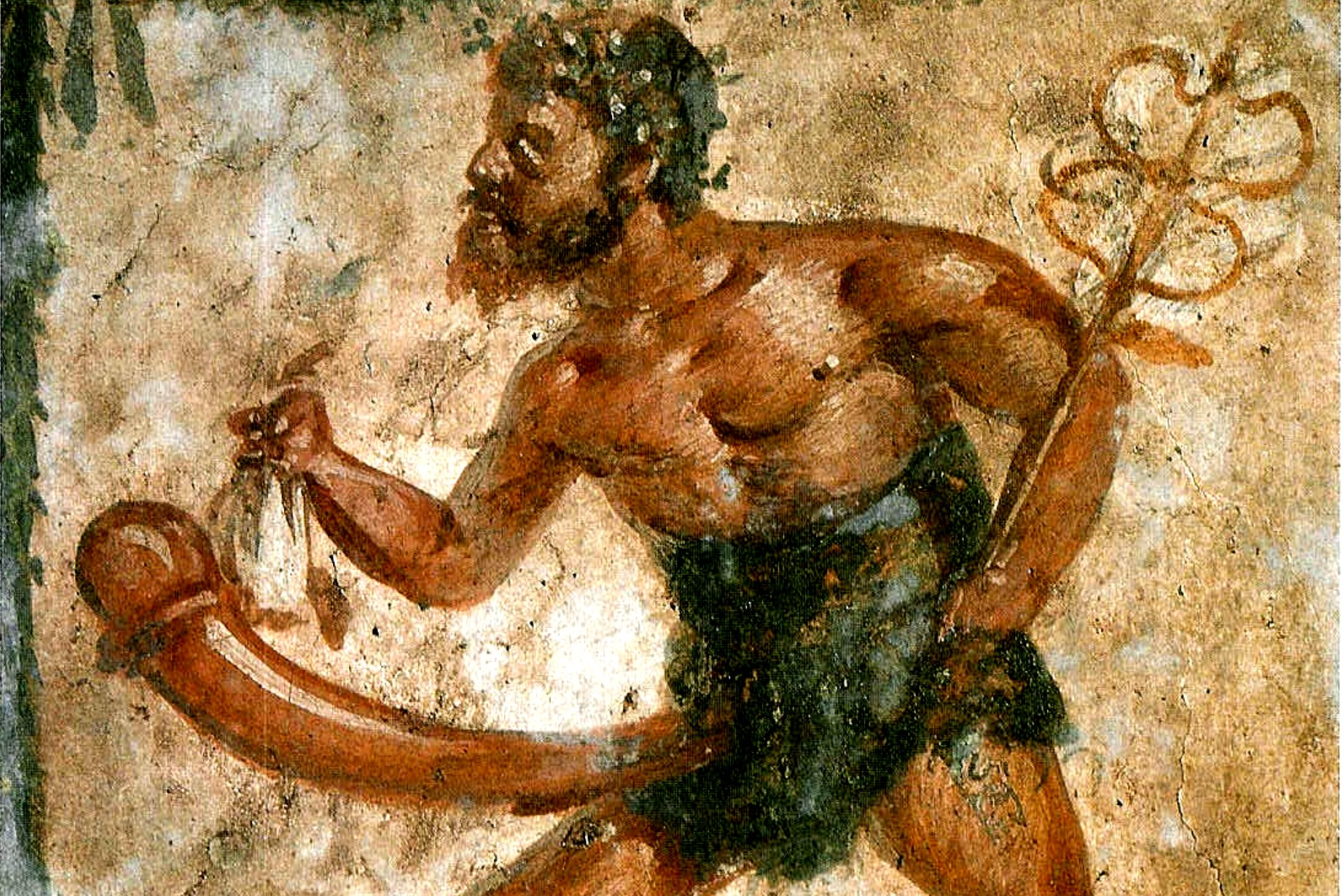
プリアーポス

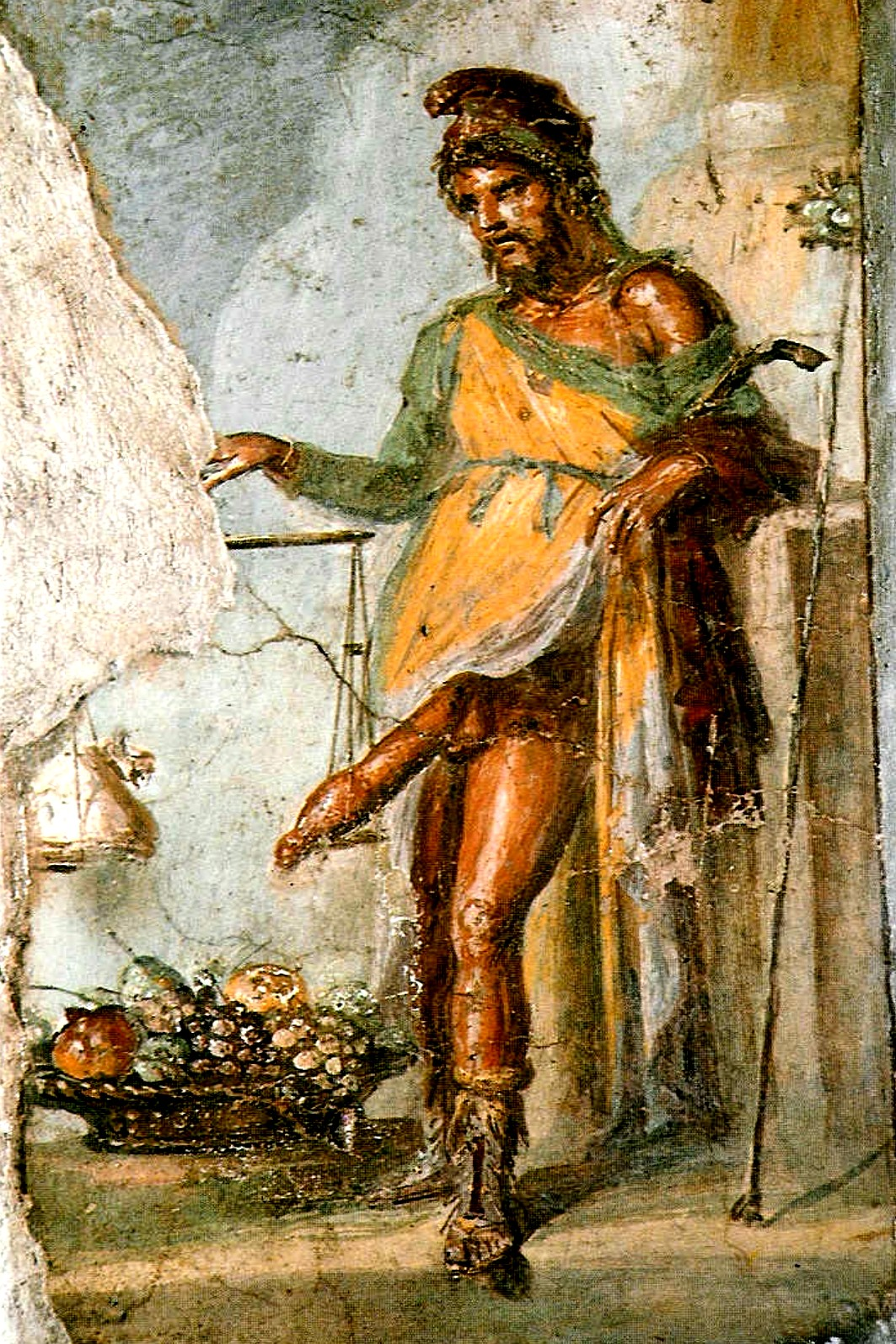
プリアーポス

プリアーポス（古希: Πρίαπος, Priāpos）とは、ギリシア神話における羊飼い、庭園および果樹園の守護神で生殖と豊穣を司る、男性の生殖力の神である。
日本語では長母音を省略してプリアポスとも表記される。

## 概要
ディオニューソスとアプロディーテーまたはニュンペーの間に生まれたとされるが、他にもゼウスまたはアドーニスとアプロディーテー、ヘルメースとアプロディーテーの間に生まれたという説もある。ゼウスとアプロディーテーとの間に生まれたという説では、嫉妬したヘーラーが妊娠したアプロディーテーの腹に手を触れ、それによって巨大な陰茎を持った姿で生まれたとされる。母親アプロディーテーから棄てられ、羊飼いたちが拾って養育した。また、ディオニューソスの従者でもある。
アトリビュートは果物と巨大な陰茎。

## 信仰
もとはアナトリア半島のラムプサコスという地方で豊穣の神として崇められていたが、アレキサンダー大王の遠征を機にギリシア世界やイタリアに信仰が広まる。
古代ローマでも「プリアープス」(Priapus)の名で信仰されるが、プリアーポスの名はしばしば陰茎の隠喩として使われ、さらに侮辱語としても用いられることがあった。カリグラ帝はしばしば、部下のカッシウス・カエレアを「プリアーポス」と呼んで侮辱したと伝えられる。
ギリシアに伝わってからは、葡萄園や庭園の守り神として信仰され、豊かな実りを嫉妬する者からの邪視を防ぐと考えられた。また、羊飼いの守護神ともなった。
この神の神像はしばしば陰茎そのものの形であらわされることがある。